# 28 juillet 1948
Le mercredi 28 juillet 1948 est le 210e jour de l'année 1948.

## Naissances
- Alain Coppier, pilote de rallyes
- Belgacem Sabri, médecin et homme politique tunisien
- Gerald Casale, musicien américain
- Ghislaine Alajouanine, entrepreneur et personnalité de l'action humanitaire française
- Herbert Henck, pianiste allemand
- Jan Rozmuski, psychologue et écrivain vaudois
- Jean-Claude Hallais, jockey, driver et entraîneur de trotteurs
- Ruud Geels, joueur de football néerlandais
- Song Min-soon, homme politique sud-coréen

## Décès
- Édith Burger (née le 5 juillet 1906), chanteuse et pianiste suisse

## Événements
- L'Union nationale du Québec de Maurice Duplessis remporte haut la main l'élection générale québécoise avec 82 députés élus contre seulement 8 pour les libéraux. Le chef libéral Adélard Godbout perd son siège de L'Islet. René Chaloult, candidat indépendant, est vainqueur dans le comté de Québec. Jean-Jacques Bertrand, Antoine Rivard et Yves Prévost sont les nouveaux députés de Missisquoi, Montmagny et Rivière-du-Loup[1].